# Abercrombie & Fitch
Abercrombie & Fitch (A&F) (NYSE: ANF) là một nhà bán lẻ Mỹ chuyên tập trung buôn bán các loại thường phục cho khách hàng ở độ tuổi từ 21 đến 24. Hãng đã có hơn 300 chi nhánh tại Mỹ, và đang mở rộng trên toàn thế giới
Công ty cũng quản lý 3 phân nhánh thương hiệu: abercrombie (quần áo trẻ em), Hollister Co., và Gilly Hicks. Công ty đã từng điều hành một thương hiệu hết hạn hoạt động là Ruehl No.925, đã đóng cửa vào đầu năm 2010.

## Lịch sử
Có 3 nhà bán lẻ được gọi là Abercrombie & Fitch, và các nhà bán lẻ này chỉ chia cổ phiếu cho các doanh nhân chấp nhận mang cùng tên thương hiệu. Được thành lập vào năm 1892 ở Manhattan bởi David T. Abercrombie và Ezra H. Fitch, ban đầu Abercrombie & Fitch là một nhà cung cấp quần áo thể thao nổi tiếng và các hàng hóa phục vụ du lịch, đặc biệt là các loại súng ngắn đắt tiền, cần câu cá và lều trại. Vào năm 1976 Abercrombie & Fitch bị phá sản theo Chương 11 của Hiến pháp, cuối cùng đóng cửa trụ sở cửa hàng chính tại Manhattan vào năm 1977.
Thương hiệu này được phục hồi chỉ một thời gian ngắn sau đó, khi vào các năm 1978-79, Oshman's Sporting Goods, một chuỗi cửa hàng tại Houston, đã mua lại tên của công ty phá sản này và danh sách thư tín. Oshman đã khai trương lại A&F như một nhà bán lẻ chuyên nhận đặt hàng bằng đường bưu điện, chủng loại hàng chủ yếu là quần áo đi săn và các mặc hàng quần áo mới. Hãng cũng đồng thời mở các cửa hàng tại Beverly Hills, Dallas, và (giữa những năm thập niên 80) New York City. Cuối cùng, vào năm 1988, Oshman bán thương hiệu của công ty và các cổ phần cho The Limited, một chuỗi cửa hàng quần áo ở Columbus, Ohio.